# 강상욱
강상욱(姜尙郁, 1929년 2월 28일~2014년 1월 12일)은 대한민국의 군인 출신 정치인이다. 제6·9대 국회의원을 지냈다.

## 약력
- 1948년 육군 소위 임관
- 1949년 육군 중위 진급
- 1950년 육군 대위 재임관
- 국가재건최고회의 최고위원
- 최고회의 문사위원
- 1962년 육군 준장 예편
- 청와대공보수석비서관
- 청와대대변인
- 오월동지회교양선전부장
- 민주공화당당무위원ㆍ운영위원
- 민주공화당서울제4지구당위원장
- 민주공화당서울시지부위원장
- 대한육상연맹회장
- IPU한국대표
- 5.16동지회육군사관학교 9기생 대표

## 학력
- 1948년 육군사관학교 7기 졸업 및 육군 소위 임관 후 1949년 육군 중위 진급.
- 1950년 육군사관학교 9기 졸업 및 육군 대위 재임관.
- 1953년 서울대학교 상과대학 상학과 학사
- 1954년 육군보병학교 졸업
- 1955년 육군기갑학교 졸업
- 1957년 대한민국 육군대학 졸업
- 1965년 경희대학교 산업경영대학원 공학석사

## 역대 선거 결과
|  | 33.5% |

|  | 36.93% |

|  | 48.68% |

|  | 51.89% |

|  | 17.83% |